# دالي أندرسون
دالي أندرسون (بالإنجليزية: Dale Anderson)‏ (23 أغسطس 1970 في المملكة المتحدة - ) هو لاعب كرة قدم بريطاني في مركز الهجوم. لعب مع نادي ميدلزبره ونادي كينغز لين وShildon A.F.C. ‏ ووست أوكلاند تاون ‏ ودارلينجتون إف سى.

## وصلات خارجية
- دالي أندرسون على موقع قاعدة بيانات كرة القدم.إي يو (الإنجليزية)